# Musikjahr 1975
Liste der Musikjahre

◄◄ | ◄ | 1971 | 1972 | 1973 | 1974 | Musikjahr 1975 | 1976 | 1977 | 1978 | 1979 | ► | ►►

Weitere Ereignisse · Country-Musik
Dieser Artikel behandelt das Musikjahr 1975.

## Ereignisse

### Populäre Musik und Jazz
- 20. Januar: Blood on the Tracks, das als Meisterwerk geltende Studioalbum von Bob Dylan, erscheint.
- 24. Januar: Genesis spielen das komplette Konzeptalbum The Lamb Lies Down on Broadway live in Los Angeles und veröffentlichen es später in der 4-CD-Box Archive I – 1967–1975.
- 17. Februar: Das australische AC/DC-Debütalbum High Voltage erscheint.
- 24. Februar: Die britische Rockband Led Zeppelin veröffentlicht bei Swan Song Records ihr erstes Doppelalbum Physical Graffiti, das vielfach als letzter Höhepunkt der Band angesehen wird.
- 22. März: Die Gruppe Teach-In gewinnt in Stockholm mit dem Lied Ding-A-Dong für die Niederlande die 20. Auflage des Eurovision Song Contest.
- 08. April: Die britische Rockband Pink Floyd startet in Vancouver ihre Wish You Were Here Tour.
- 00. Mai: Die britische Rockband Motörhead gründet sich. Charakteristisch für Motörhead ist, dass der E-Bass die Rolle der Rhythmusgitarre übernimmt, wodurch die Klangfarbe der Musik deutlich basslastiger als die vergleichbarer Gruppen wie AC/DC ist.
- 20. Juli: Motörhead absolvieren ihren ersten Auftritt im Londoner Roundhouse im Vorprogramm der Band Greenslade.
- 15. August: Peter Gabriel gibt seinen Ausstieg aus der Band Genesis offiziell bekannt.
- 29. August: Das erste Jazz Festival Willisau beginnt mit einem Auftritt der Rockjazz-Band Om.
- 22. September: Die DDR-Rockband Klaus Renft Combo wird wegen kritischer Texte über das sozialistische Regime verboten.
- 13. November: Die britische Rockband Supertramp startet in Bristol ihre weltweite Konzerttournee Crisis? What Crisis? Tour.
- 14. November: Die britische Rockband Queen startet in Liverpool ihre A Night at the Opera Tour. Die Tournee endet nach 82 Konzerten am 18. September 1976 in London.
- 21. November: Die britische Rockband Queen veröffentlicht ihr viertes Studioalbum namens A Night at the Opera. Das Album gilt als eine der größten Leistungen der Band.
- 25. Dezember: In London wird die britische Musikgruppe Iron Maiden gegründet, sie entwickelte aufbauend auf der Hard-Rock- und Heavy-Metal-Musik der 1970er Jahre ihren eigenen Stil, der den Heavy Metal der 1980er Jahre mitformte; Iron Maiden wird dem New Wave of British Heavy Metal zugeordnet.

### Klassische Musik und Musiktheater
- 18. Januar: Die Oper Ein wahrer Held von Giselher Klebe wird in Zürich uraufgeführt.
- 15. Mai: Die Uraufführung der komischen Oper Der gestiefelte Kater oder Wie man das Spiel spielt von Günter Bialas erfolgt bei den Schwetzinger Festspielen.
- 03. Juni: Am 46th Street Theatre am New Yorker Broadway wird das Musical Chicago von John Kander und Fred Ebb in der Inszenierung von Bob Fosse uraufgeführt.

### Film
- 14. August: Premiere des Films The Rocky Horror Picture Show in London. Die Filmmusik der bizarr-grotesken „Pop-Parodie auf Horror-, Monster-, Science-Fiction- und Musikfilme“ stammt von Richard O’Brien.[1]

## Musikcharts

### Deutschland
| Singles                                                     | Position | Alben                                            |
| ----------------------------------------------------------- | -------- | ------------------------------------------------ |
|                                                             |          |                                                  |
| Paloma Blanca George Baker Selection                        | 1        | 1962–1966 The Beatles                            |
| Griechischer Wein Udo Jürgens                               | 2        | 1967–1970 The Beatles                            |
| Fox on the Run The Sweet                                    | 3        | Serenade Neil Diamond                            |
| Only You Can Fox                                            | 4        | Super 20 [1974] Verschiedene Künstler            |
| I Can Help Billy Swan                                       | 5        | Meine Lieder Udo Jürgens                         |
| Deine Spuren im Sand Howard Carpendale                      | 6        | Ball Pompös Udo Lindenberg & das Panic-Orchester |
| You Ain’t Seen Nothin’ Yet Bachman-Turner Overdrive         | 7        | Santana’s Greatest Hits Santana                  |
| Longfellow Serenade Neil Diamond                            | 8        | Otto, oh Otto Otto                               |
| Es war einmal ein Jäger Katja Ebstein                       | 9        | Rock You Baby George McCrae                      |
| Schön wie Mona Lisa (Wenn ich ein Maler wär’) Demis Roussos | 10       | Can’t Get Enough Barry White                     |

Die längsten Nummer-eins-Singles
Lieder, die die meiste Zeit während eines anderen Jahres auf Platz 1 der Charts verbrachten, werden hier nicht aufgeführt.
1. George Baker Selection – Paloma Blanca (13 Wochen)
2. Udo Jürgens – Griechischer Wein (8 Wochen)
3. ABBA – S.O.S.; Penny McLean – Lady Bump (jeweils 7 Wochen)

Die längsten Nummer-eins-Alben
Alben, die die meiste Zeit während eines anderen Jahres auf Platz 1 der Charts verbrachten, werden hier nicht aufgeführt.
1. Verschiedene Interpreten (K-tel) – Power Hits; Mike Krüger – Mein Gott, Walther (jeweils 2 Monate)

Alle weiteren Alben waren entweder einen oder einen halben Monat auf Platz 1 gelistet.
Alle Nummer-eins-Hits und die Hits des Jahres

### Österreich
| Singles                                       | Position | Alben                                       |
| --------------------------------------------- | -------- | ------------------------------------------- |
|                                               |          |                                             |
| Griechischer Wein Udo Jürgens                 | 1        | Es lebe der Zentralfriedhof Wolfgang Ambros |
| Paloma Blanca George Baker Selection          | 2        | Seine 40 größten Hits Elvis Presley         |
| Zwickt’s mi Wolfgang Ambros                   | 3        | Wahnsinn Frank Zander                       |
| Shame, Shame, Shame Shirley and Company       | 4        | Otto, oh Otto Otto                          |
| Kung Fu Fighting Carl Douglas                 | 5        | Sing My Song Waterloo & Robinson            |
| I Can Help Billy Swan                         | 6        | Santana’s Greatest Hits Santana             |
| Der Ur-Ur-Enkel von Frankenstein Frank Zander | 7        | Physical Graffiti Led Zeppelin              |
| S.O.S. ABBA                                   | 8        | Wish You Were Here Pink Floyd               |
| Tu t’en vas Alain Barrière                    | 9        | Can’t Get Enough Barry White                |
| Tränen lügen nicht Michael Holm               | 10       | Ollas leiwaund Georg Danzer                 |

Die längsten Nummer-eins-Singles
Lieder, die die meiste Zeit während eines anderen Jahres auf Platz 1 der Charts verbrachten, werden hier nicht aufgeführt.
1. George Baker Selection – Paloma Blanca (13 Wochen)
2. Wolfgang Ambros – Zwickt’s mi (9 Wochen)
3. Carl Douglas – Kung Fu Fighting (8 Wochen)

Die längsten Nummer-eins-Alben
Alben, die die meiste Zeit während eines anderen Jahres auf Platz 1 der Charts verbrachten, werden hier nicht aufgeführt.
1. Wolfgang Ambros – Es lebe der Zentralfriedhof; (Verschiedene Interpreten) – Music Power (jeweils 13 Wochen)
2. (Verschiedene Interpreten) – Dynamite; (Verschiedene Interpreten) – 20 Polystar Hits (jeweils 9 Wochen)
3. (Verschiedene Interpreten) – Pop Market(4 Wochen)

Alle Nummer-eins-Hits und die Hits des Jahres

### Schweiz
| Position | Singles                                     |
| -------- | ------------------------------------------- |
|          |                                             |
| 1        | Torneró I Santo California                  |
| 2        | Paloma Blanca George Baker Selection        |
| 3        | Tu t’en vas Alain Barrière & Noëlle Cordier |
| 4        | Griechischer Wein Udo Jürgens               |
| 5        | I Can Help Billy Swan                       |
| 6        | Dolannes Melodie Jean-Claude Borelly        |
| 7        | I Do, I Do, I Do, I Do, I Do ABBA           |
| 8        | SOS ABBA                                    |
| 9        | Longfellow Serenade Neil Diamond            |
| 10       | Deine Spuren im Sand Howard Carpendale      |

Die längsten Nummer-eins-Singles
Lieder, die die meiste Zeit während eines anderen Jahres auf Platz 1 der Charts verbrachten, werden hier nicht aufgeführt.
1. Jean-Claude Borelly – Dolannes Melodie (11 Wochen)
2. Billy Swan – I Can Help; George Baker Selection – Paloma Blanca (jeweils 8 Wochen)
3. I Santo California – Torneró (6 Wochen)

Alle Nummer-eins-Hits und die Hits des Jahres

### Vereinigtes Königreich
| Singles                                                | Position | Alben                                     |
| ------------------------------------------------------ | -------- | ----------------------------------------- |
|                                                        |          |                                           |
| Bye Bye Baby Bay City Rollers                          | 1        | The Best of the Stylistics The Stylistics |
| Sailing Rod Stewart                                    | 2        | Once Upon a Star Bay City Rollers         |
| I Can’t Give You Anything (But My Love) The Stylistics | 3        | Atlantic Crossing Rod Stewart             |
| Whispering Grass Windsor Davies & Don Estelle          | 4        | Horizon Carpenters                        |
| Stand by Your Man Tammy Wynette                        | 5        | Elvis’ 40 Greatest Hits Elvis Presley     |
| Give a Little Love Bay City Rollers                    | 6        | 40 Golden Greats Jim Reeves               |
| Hold Me Close David Essex                              | 7        | Tubular Bells Mike Oldfield               |
| I Only Have Eyes for You Art Garfunkel                 | 8        | Greatest Hits Elton John                  |
| The Last Farewell Roger Whittaker                      | 9        | Venus and Mars Wings                      |
| I’m Not in Love 10cc                                   | 10       | The Singles 1969–1973 The Carpenters      |

Die längsten Nummer-eins-Singles
Lieder, die die meiste Zeit während eines anderen Jahres auf Platz 1 der Charts verbrachten, werden hier nicht aufgeführt.
1. Bay City Rollers – Bye Bye Baby; Queen – Bohemian Rhapsody (jeweils 6 Wochen)
2. Tammy Wynette – Stand by Your Man; Rod Stewart – Sailing (jeweils 4 Wochen)
3. Pilot – January; The Stylistics – I Can’t Give You Anything (But My Love); Bay City Rollers – Give a Little Love; David Essex – Hold Me Close (jeweils 3 Wochen)

Die längsten Nummer-eins-Alben
Alben, die die meiste Zeit während eines anderen Jahres auf Platz 1 der Charts verbrachten, werden hier nicht aufgeführt.
1. The Stylistics – The Best of the Stylistics (9 Wochen)
2. Rod Stewart – Atlantic Crossing (7 Wochen)
3. Carpenters – Horizon; Perry Como – Greatest Hits (jeweils 5 Wochen)

Alle Nummer-eins-Hits und die Hits des Jahres

### Vereinigte Staaten
Die längsten Nummer-eins-Singles
Lieder, die die meiste Zeit während eines anderen Jahres auf Platz 1 der Charts verbrachten, werden hier nicht aufgeführt.
1. Captain & Tennille – Love Will Keep Us Together (4 Wochen)
2. Tony Orlando & Dawn – He Don’t Love You (Like I Love You); Neil Sedaka – Bad Blood; Elton John – Island Girl; Silver Convention – Fly, Robin, Fly (jeweils 3 Wochen)

Alle weiteren Lieder waren entweder eine oder zwei Wochen auf Platz 1 gelistet.
Die längsten Nummer-eins-Alben
Alben, die die meiste Zeit während eines anderen Jahres auf Platz 1 der Charts verbrachten, werden hier nicht aufgeführt.
1. Elton John – Captain Fantastic and the Brown Dirt Cowboy (7 Wochen)
2. Led Zeppelin – Physical Graffiti; Elton John – Greatest Hits (jeweils 6 Wochen)
3. Eagles – One of These Nights (5 Wochen)

Alle Nummer-eins-Hits und die Hits des Jahres

### Charts in weiteren Ländern
Siehe auch: Nummer-eins-Hits 1975 in  Australien, Belgien, Deutschland, Finnland, Frankreich, Irland, Italien, Japan, Kanada, Neuseeland, den Niederlanden, Norwegen, Österreich, Schweden, der Schweiz, Spanien, den Vereinigten Staaten und im Vereinigten Königreich.

## Instrumentalmusik
- Luciano Berio: Quattro versioni originali della "Ritirata notturna di Madrid" di Luigi Boccherini, sovrapposte e transcritte per orchestra

## Musikpreise und Ehrungen

### Musikwettbewerbe
Eurovision Song Contest
1. Teach-In: Ding-a-Dong
2. The Shadows: Let Me Be the One
3. Wess & Dori Ghezzi: Era
4. Nicole Rieu: Et bonjour à toi l’artiste
5. Géraldine: Toi

## Gründungen
- Boney M. – deutsche Disco-Formation
- Disques Pierre Verany – unabhängiges französisches Musiklabel
- Iron Maiden – britische Hard-Rock- und Heavy-Metalband
- Karat – deutsche Rockband aus Ost-Berlin
- Pussycat – niederländische Musikgruppe
- The Rumour – britische Rockband
- TT-ROCK – deutsche Rockband aus Tettnang
- Vitesse – niederländische Rockband aus Amsterdam

## Neuveröffentlichungen (Auswahl)

### Lieder und Kompositionen
| Lied                                 | Text                                                                | Musik                                                               | Erstinterpret      | Label                    | Veröffentlichung   | Genre            | Album                                             | Weitere Informationen |
| ------------------------------------ | ------------------------------------------------------------------- | ------------------------------------------------------------------- | ------------------ | ------------------------ | ------------------ | ---------------- | ------------------------------------------------- | --------------------- |
| Auf der Straße der Unendlichkeit     | Peter Orloff                                                        | Freddy Quinn                                                        | Freddy Quinn       | Polydor                  | 1975               | Schlager         | Stargala                                          |                       |
| Balada pro malwy                     | Bohdan Hura                                                         | Wolodymyr Iwassjuk                                                  | Sofija Rotaru      | Melodija                 | 1975               | Estrada          | Sofija Rotaru singt Lieder von Wolodymyr Iwassjuk |                       |
| Barbados                             | Jeffrey Calvert, Max West                                           | Jeffrey Calvert, Max West                                           | Typically Tropical | Gull Records             | 1975               | Pop              | Duophonic                                         |                       |
| Bohemian Rhapsody                    | Freddie Mercury                                                     | Freddie Mercury                                                     | Queen              | EMI / Hollywood Records  | 31. Oktober 1975   | Progressive Rock | A Night at the Opera                              |                       |
| Den' Pobedy                          | Wladimir Charitonow                                                 | Dawid Tuchmanow                                                     |                    |                          | 1975               | Marsch           |                                                   |                       |
| Ein ehrenwertes Haus                 | Michael Kunze                                                       | Udo Jürgens                                                         | Udo Jürgens        |                          | 14. April 1975     | Schlager         | Meine Lieder                                      |                       |
| Er gehört zu mir                     | Joachim Heider, Christian Heilburg                                  | Joachim Heider, Christian Heilburg                                  | Marianne Rosenberg | Phonogram                | 14. April 1975     | Schlager         | Ich bin wie du                                    |                       |
| Foxie Foxtrot                        | Jan Eland, Nico Haak, Peter Koelewijn                               | Jan Eland, Nico Haak, Peter Koelewijn                               | Nico Haak          | Fontana Records          | April 1975         | Schlager         | De beste van                                      |                       |
| How Lucky Can You Get                | Fred Ebb, John Kander                                               | Fred Ebb, John Kander                                               | Barbra Streisand   | Arista                   | April 1975         | Filmmusik        | Funny Lady                                        |                       |
| I Do, I Do, I Do, I Do, I Do         | Benny Andersson, Stig Anderson, Björn Ulvaeus                       | Benny Andersson, Stig Anderson, Björn Ulvaeus                       | ABBA               | Polydor                  | 4. April 1975      | Pop              | ABBA                                              |                       |
| Ja, ja der Peter der ist schlau      | Giorgos Katsaros, Fred Moran, Klaus Munro, Pithagoras Papastamatiou | Giorgos Katsaros, Fred Moran, Klaus Munro, Pithagoras Papastamatiou | Vicky Leandros     | Philips                  | Juni 1975          | Schlager         | Ich liebe das Leben                               |                       |
| Mamma Mia                            | Benny Andersson, Stig Anderson, Björn Ulvaeus                       | Benny Andersson, Stig Anderson, Björn Ulvaeus                       | ABBA               | Polydor                  | 19. September 1975 | Pop, Europop     | ABBA                                              |                       |
| Save Your Kisses for Me              | Tony Hiller, Martin Lee, Lee Sheriden                               | Tony Hiller, Martin Lee, Lee Sheriden                               | Brotherhood of Man | Pye Records              | 1975               | Pop              | Love and Kisses from Brotherhood of Man           |                       |
| Show Me the Way                      | Peter Frampton                                                      | Peter Frampton                                                      | Peter Frampton     |                          | 1975               | Pop              |                                                   |                       |
| SOS                                  | Benny Andersson, Stig Anderson, Björn Ulvaeus                       | Benny Andersson, Stig Anderson, Björn Ulvaeus                       | ABBA               | Polydor                  | Juni 1975          | Pop, Europop     | ABBA                                              |                       |
| This Guitar (Can’t Keep from Crying) | George Harrison                                                     | George Harrison                                                     | George Harrison    | Apple Records, EMI Group | 22. September 1975 | Pop              | Extra Texture (Read All About It)                 |                       |
| White Punks on Dope                  | Bill Spooner, Roger Steen und Michael Evans                         | Bill Spooner, Roger Steen und Michael Evans                         | The Tubes          |                          |                    | Rock, Pop        |                                                   |                       |
| You                                  | George Harrison                                                     | George Harrison                                                     | George Harrison    | Apple Records, EMI Group | 12. September 1975 | Pop              | Extra Texture (Read All About It)                 |                       |

### Alben
| Album                                                   | Interpret                                          | Label                            | Veröffentlichung   | Genre                                    | Weitere Informationen              |
| ------------------------------------------------------- | -------------------------------------------------- | -------------------------------- | ------------------ | ---------------------------------------- | ---------------------------------- |
| A Night at the Opera                                    | Queen                                              | EMI / Hollywood Records          | 21. November 1975  | Rock                                     |                                    |
| ABBA                                                    | ABBA                                               | Polar, Polydor, Epic, RCA, Vogue | 21. April 1975     | Pop                                      |                                    |
| Agharta                                                 | Miles Davis                                        | Columbia Records                 | 1975               | Fusion                                   |                                    |
| Alive!                                                  | Kiss                                               | Casablanca Records               | 10. September 1975 | Hard Rock                                | Livealbum                          |
| Blood on the Tracks                                     | Bob Dylan                                          | Columbia Records                 | 20. Januar 1975    | Folk-Rock                                |                                    |
| Born to Run                                             | Bruce Springsteen                                  | Columbia Records                 | 25. August 1975    | Rock                                     |                                    |
| Changes One/Two                                         | Charles Mingus                                     | Atlantic                         | 1. Oktober 1975    | Jazz                                     |                                    |
| Come Taste the Band                                     | Deep Purple                                        | EMI                              | 7. November 1975   | Hard Rock, Funk Rock, Soul               |                                    |
| Das erste Mal                                           | Marius Müller-Westernhagen & Lucifer’s Friend      | WEA Records                      | 1975               | Rock                                     |                                    |
| Das Portrait                                            | Hannes Wader                                       | phonogram                        | 1975               | Liedermacher                             | Kompilation                        |
| Dressed to Kill                                         | Kiss                                               | Casablanca Records               | 19. März 1975      | Hard Rock                                |                                    |
| El Juicio (The Judgement)                               | Keith Jarrett                                      | Atlantic Records                 | 1975               | Jazz                                     |                                    |
| Eric Carmen                                             | Eric Carmen                                        | Arista Records                   | November 1975      | Softrock                                 |                                    |
| Es lebe der Zentralfriedhof                             | Wolfgang Ambros                                    | Bacillus Records                 | April 1975         | Pop-Rock                                 |                                    |
| Expansions                                              | Lonnie Liston Smith & The Cosmic Echoes            | Flying Dutchman Records          | 1975               | Fusion, Funk                             |                                    |
| Gateway                                                 | John Abercrombie, Dave Holland und Jack DeJohnette | ECM Records                      | 1975               | Jazz, Fusion                             |                                    |
| Hair of the Dog                                         | Nazareth                                           | B&C Mooncrest                    | 1. April 1975      | Hard Rock                                |                                    |
| High Voltage                                            | AC/DC                                              | Albert Productions               | 17. Februar 1975   | Hard Rock, Bluesrock                     | Debütalbum                         |
| In Dulci Jubilo / On Horseback                          | Mike Oldfield                                      | Virgin Records                   | 14. November 1975  | Folk                                     | Single                             |
| Live Part 1/2                                           | Art Ensemble of Chicago                            | BYG Records                      | 1975               | Jazz                                     |                                    |
| Louis the First                                         | Louis Stewart                                      | Livia Records                    | 1975               | Jazz                                     |                                    |
| Man-Child                                               | Herbie Hancock                                     | Columbia Records                 | 22. August 1975    | Funk, Jazzrock                           |                                    |
| Minstrel in the Gallery                                 | Jethro Tull                                        | Chrysalis Records                | 5. September 1975  | Progressive Rock                         |                                    |
| Nuthin’ Fancy                                           | Lynyrd Skynyrd                                     | MCA Records                      | 24. März 1975      | Southern Rock                            |                                    |
| Ommadawn                                                | Mike Oldfield                                      | Virgin Records                   | 21. Oktober 1975   | Progressive Rock                         |                                    |
| On the Level                                            | Status Quo                                         | Vertigo Records                  | 21. Februar 1975   | Hardrock                                 |                                    |
| One of These Nights                                     | Eagles                                             | Asylum Records                   | 10. Juni 1975      | Rock, Country-Rock                       |                                    |
| Pangaea                                                 | Miles Davis                                        | Columbia Records                 | 1975               | Jazz                                     |                                    |
| Pathways to Unknown Worlds                              | Sun Ra                                             | ABC Impulse!                     | 1975               | Jazz                                     |                                    |
| Physical Graffiti                                       | Led Zeppelin                                       | Swan Song Records                | 24. Februar 1975   | Hard Rock                                |                                    |
| Promised Land                                           | Elvis Presley                                      | RCA Records                      | 8. Januar 1975     | Rock ’n’ Roll                            |                                    |
| Return to Fantasy                                       | Uriah Heep                                         | Bronze Records                   | 13. Juni 1975      | Hard Rock, Progressive Rock, Heavy Metal |                                    |
| Ritchie Blackmore’s Rainbow                             | Rainbow                                            | Polydor Records                  | 5. September 1975  | Hard Rock                                |                                    |
| Sabotage                                                | Black Sabbath                                      | Vertigo Records                  | 28. Juli 1975      | Heavy Metal                              |                                    |
| Solstice                                                | Ralph Towner                                       | ECM Records                      | 1975               | Jazz                                     |                                    |
| T.N.T.                                                  | AC/DC                                              | Albert Productions               | 1. Dezember 1975   | Hard Rock, Bluesrock                     |                                    |
| The Gil Evans Orchestra Plays the Music of Jimi Hendrix | Gil Evans                                          | RCA Victor                       | 1975               | Jazz                                     |                                    |
| The Köln Concert                                        | Keith Jarrett                                      | ECM Records                      | 30. November 1975  | Jazz                                     |                                    |
| The Who by Numbers                                      | The Who                                            | Polydor Records                  | 18. Oktober 1975   | Rock                                     | 25. Oktober in den USA             |
| Timeless                                                | John Abercrombie                                   | ECM Records                      | 1975               | Fusion, Jazz                             |                                    |
| Today                                                   | Elvis Presley                                      | RCA Records                      | 7. Mai 1975        | Rock ’n’ Roll                            |                                    |
| Wenn die Nacht am tiefsten …                            | Ton Steine Scherben                                | David Volksmund Produktion       | September 1975     | Agitrock                                 |                                    |
| Wish You Were Here                                      | Pink Floyd                                         | Harvest, Columbia                | 15. September 1975 | Progressive Rock, Artrock                | in Neuauflagen bei EMI und Capitol |
| Young Americans                                         | David Bowie                                        | RCA Records                      | 7. März 1975       | Rock, Soul                               |                                    |

## Geboren

### Januar
- 01. Januar: Markoolio, finnischer Rapper, Eurodance-Musiker und Schauspieler
- 03. Januar: Thomas Bangalter, französischer Musiker (Daft Punk)
- 03. Januar: Jun Maeda, japanischer Computer- und Videospielmusik-Komponist, Arrangeur, Autor und Liedtexter
- 04. Januar: Sara Indrio Jensen, dänische Schauspielerin und Musikerin
- 07. Januar: Tobias Kuhn, deutscher Musiker, Singer-Songwriter und Musikproduzent
- 07. Januar: Shawn Phelan, US-amerikanischer Filmschauspieler und Musiker († 1998)
- 08. Januar: Basto, belgischer DJ
- 09. Januar: Dalibor Grubačević, kroatischer Komponist, Musiker und Musikproduzent
- 09. Januar: Stefan Örn, schwedischer Komponist und Musiker
- 09. Januar: Michael Stuart, puerto-ricanischer Musiker
- 11. Januar: Venetian Snares, kanadischer Produzent elektronischer Musik
- 11. Januar: Timbuktu, schwedischer Rapper und Reggaekünstler
- 12. Januar: Jason Freese, US-amerikanischer Rockmusiker
- 12. Januar: Kai Lüftner, deutscher Kinder- und Jugendbuchautor, Musiker, Komponist, Hörbuch-Bearbeiter und Regisseur
- 13. Januar: Tom Gaebel, deutscher Sänger, Entertainer und Bandleader
- 13. Januar: JS-16, finnischer Songwriter, DJ und Musikproduzent
- 17. Januar: Squarepusher, britischer Drill-’n’-Bass-Musiker und Bassist
- 21. Januar: Jason Moran, US-amerikanischer Jazzmusiker
- 22. Januar: Balthazar Getty, US-amerikanischer Schauspieler und Musiker
- 23. Januar: Omnitah, schwedische Musikerin, Sängerin, Komponistin und Musikarrangeurin
- 28. Januar: Lorenzo Sanguedolce, US-amerikanischer Jazzmusiker
- 29. Januar: Hagen Stoll, deutscher Musiker und Musikproduzent

### Februar
- 03. Februar: Björn Jakobs, deutscher Musikpädagoge, Schlagzeuger und Lehrer
- 03. Februar: Markus Schulz, deutscher DJ und Musikproduzent
- 04. Februar: Rick Burch, US-amerikanischer Musiker
- 06. Februar: Tomoko Kawase, japanische Sängerin und Musikproduzentin
- 07. Februar: Marco Carola, italienischer Techno-Musiker und DJ
- 10. Februar: Kool Savas, deutscher Rapper
- 11. Februar: Ennesto Monté, serbisch-deutscher Fußballspieler und Schlagersänger
- 18. Februar: Marc Unternährer, Schweizer Jazz- und Improvisationsmusiker und Hochschullehrer
- 20. Februar: Brian Littrell, US-amerikanischer Sänger und Mitglied der Boygroup Backstreet Boys
- 21. Februar: Tobias Vethake, deutscher Musiker und Komponist
- 22. Februar: Annakin, Schweizer Musikerin
- 22. Februar: Sébastien Tellier, französischer Sänger und Songwriter
- 23. Februar: Carlos Escobedo, spanischer Rockmusiker
- 23. Februar: Wayne Escoffery, US-amerikanischer Jazzmusiker
- 24. Februar: Ashley Dwayne MacIsaac, kanadischer Geiger und Rockmusiker
- 25. Februar: Brian Drye, US-amerikanischer Jazzposaunist, Pianist, Musikpädagoge und Komponist
- 25. Februar: Ronny Weiland, deutscher Volksmusiksänger
- 26. Februar: Tim Berresheim, deutscher Künstler der Bildenden Kunst und der Musik
- 28. Februar: Mr. Sam, französischer Trance-DJ und Musikproduzent

### März
- 01. März: Valentina Monetta, Popsängerin aus San Marino
- 02. März: El-P, US-amerikanischer Hip-Hop-Musiker und Produzent
- 03. März: Colin Stetson, kanadischer Jazzmusiker und Komponist US-amerikanischer Herkunft

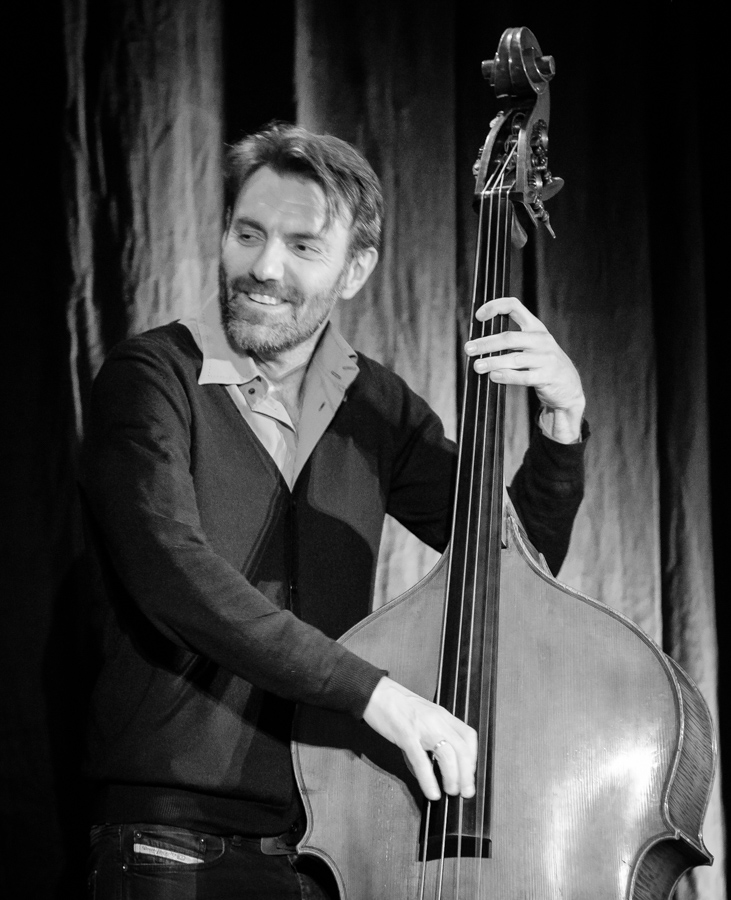
Mats Eilertsen; * 4. März

- 04. März: Mats Eilertsen, norwegischer Jazzmusiker und Komponist
- 04. März: Winson, deutscher Musiker und Radiomoderator
- 06. März: Maximilian Ponader, deutscher Musiktheaterregisseur, Bühnenautor und Übersetzer, Komponist, Schauspieler und Festivalleiter
- 08. März: Sergej Ćetković, montenegrinischer Sänger
- 08. März: Peggy Zina, griechische Sängerin
- 09. März: Julian Maas, deutscher Musiker und Filmkomponist
- 10. März: DJ Aligator, iranisch-dänischer DJ und Musikproduzent
- 10. März: John Németh, US-amerikanischer Blues- und Soul-Mundharmonikaspieler, Sänger und Songwriter
- 11. März: Petra Bonmassar, österreichische Songwriterin, Musikproduzentin, Sängerin und Vocal-Coach
- 17. März: Justin Hawkins, englischer Musiker, Sänger und Songwriter
- 19. März: Brann Dailor, US-amerikanischer Schlagzeuger
- 19. März: Brad Decker, US-amerikanischer Komponist, Musiker und Musikpädagoge
- 19. März: Julia A. Noack, deutsche Musikerin
- 21. März: Michale Graves, US-amerikanischer Horrorpunk-Musiker
- 24. März: Dave Rempis, US-amerikanischer Jazz- und Improvisationsmusiker

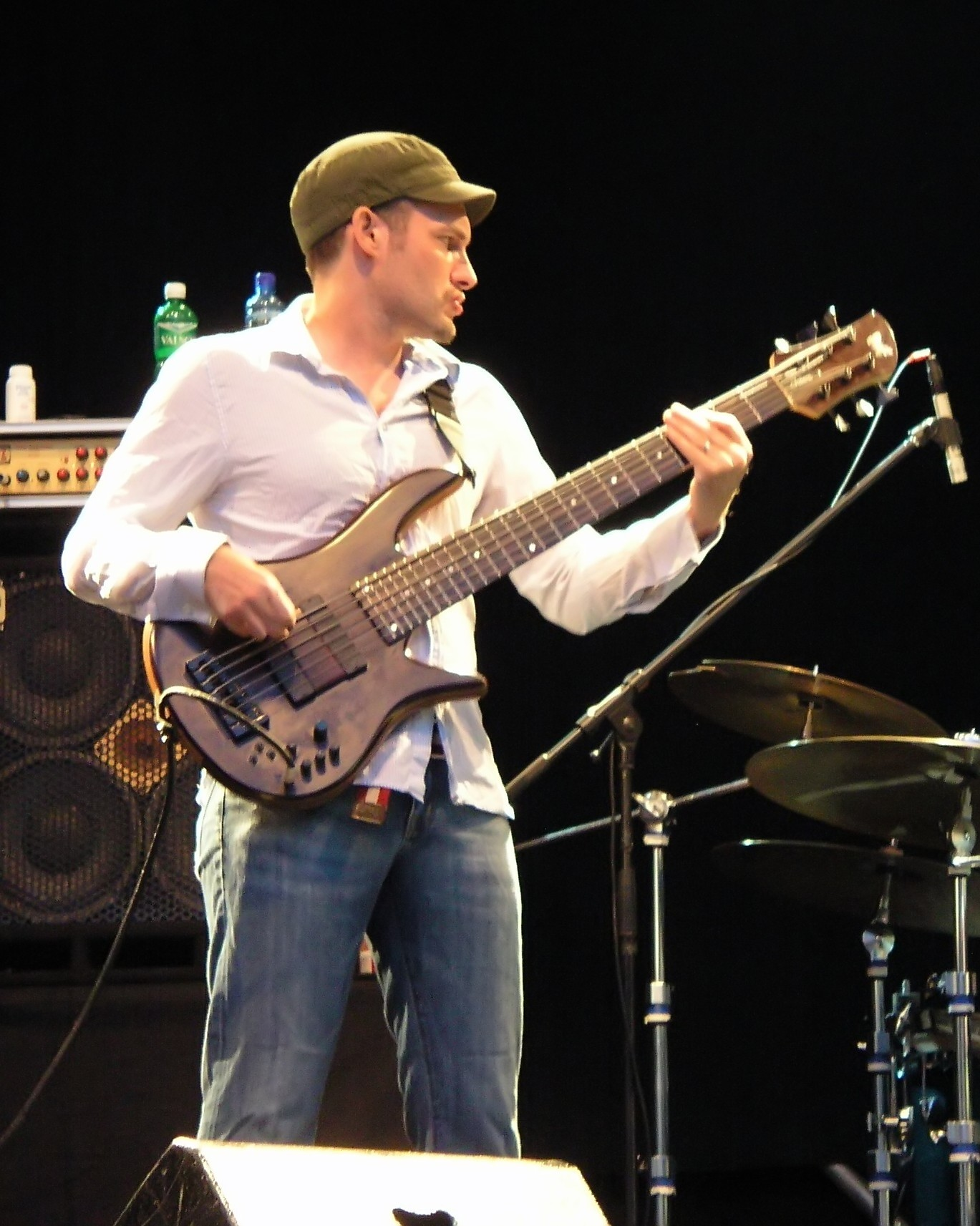
Tony Grey; * 25. März

- 25. März: Tony Grey, britischer Fusionmusiker
- 25. März: Cornelia Osterwald, deutsche Cembalistin und Dozentin für Alte Musik
- 28. März: Nicholas Tzavaras, US-amerikanischer Cellist und Musikpädagoge
- 29. März: Roger Stein, Schweizer Autor und Musiker

### April
- 04. April: Gundula Kreuzer, deutsche Musikwissenschaftlerin
- 05. April: Juicy J, US-amerikanischer Rapper und Musikproduzent
- 07. April: John Cooper, US-amerikanischer Sänger und Bassist
- 07. April: Karin Dreijer, schwedische Sängerin, Komponistin und Musikproduzentin
- 08. April: Anouk, niederländische Rock-Sängerin und Songwriterin
- 09. April: Siegmund Andraschek, österreichischer Posaunist, Blasmusik-Komponist und -Arrangeur
- 09. April: Fabrizio Moro, italienischer Cantautore
- 10. April: Teun Verbruggen, belgischer Jazzmusiker
- 12. April: Lars Andreas Haug, norwegischer Jazzmusiker
- 13. April: Lou Bega, deutscher Latin-Pop-Sänger
- 17. April: Thomas Schwab, deutscher Musiker, Komponist und Musikproduzent
- 18. April: GoonRock, US-amerikanischer Musikproduzent und Musiker
- 21. April: Dom Capuano, italienischer Musikproduzent und Komponist
- 21. April: Jesca Hoop, US-amerikanische Sängerin, Songwriterin und Gitarristin
- 25. April: Alec Puro, US-amerikanischer Musiker und Filmkomponist
- 28. April: Barby Kelly, irisch-US-amerikanische Musikerin (The Kelly Family) († 2021)
- 28. April: Iyeoka Okoawo, nigerianisch-US-amerikanische Dichterin und Musikerin
- 29. April: Gustav, Schweizer Musiker und Sänger
- 29. April: Garrison Starr, US-amerikanische Musikerin und Sängerin

### Mai
- 01. Mai: Flemming C. Lund, dänischer Metal-Gitarrist
- 02. Mai: Kjetil Husebø, norwegischer Fusionmusiker
- 02. Mai: Tilman Rammstedt, deutscher Schriftsteller und Musiker
- 04. Mai: Ontronik Khachaturian, armenisch-US-amerikanischer Musiker, Produzent und DJ
- 05. Mai: Anwan Glover, US-amerikanischer Musiker, Filmschauspieler und Fernsehschauspieler
- 05. Mai: Fanny Risberg, schwedische Schauspielerin und Musikerin
- 07. Mai: Roberto Prosseda, italienischer Pianist und Musikwissenschaftler
- 08. Mai: Eliyah Havemann, deutsch-israelischer IT-Experte, Autor und Publizist
- 08. Mai: Enrique Iglesias, spanischer Sänger und Komponist von Filmmusik
- 08. Mai: Nenad Vasilić, österreichischer Jazzmusiker
- 11. Mai: Niko Meinhold, deutscher Jazz- und Improvisationsmusiker
- 11. Mai: Gery Seidl, österreichischer Kabarettist, Schauspieler und Musiker
- 13. Mai: Grégoire Maret, Schweizer Jazzmusiker
- 13. Mai: Evelin Samuel, estnische Jazz- und Musicalsängerin
- 15. Mai: Puck Lensing, deutscher Musiker
- 16. Mai: Mad Mark, italienisch-schweizerischer DJ und Musikproduzent
- 16. Mai: Søren Møller, dänischer Jazzmusiker (Piano, Orgel, Komposition)
- 17. Mai: Laura Voutilainen, finnische Popsängerin
- 18. Mai: Jack Johnson, US-amerikanischer Surfer und Musiker
- 19. Mai: Susanna Gartmayer, österreichische Musikerin
- 19. Mai: Jonas Renkse, schwedischer Musiker
- 21. Mai: Brian Chumney, US-amerikanischer Toningenieur
- 22. Mai: Avery Sunshine, US-amerikanische R&B-Musikerin
- 24. Mai: Vardan Ovsepian, armenisch-amerikanischer Jazzmusiker
- 26. Mai: Christian Glanzmann, Schweizer Musiker
- 26. Mai: Suat Suna, türkischer Musiker
- 27. Mai: André 3000, US-amerikanischer Musiker
- 28. Mai: Thorsten Wszolek, deutscher Komponist, Musikarrangeur, Dirigent, Schauspieler, Regisseur und Theaterautor
- 30. Mai: Michael Eckroth, US-amerikanischer Jazzmusiker
- 30. Mai: CeeLo Green, US-amerikanischer Hip-Hop-, Funk-, Soul- und R&B-Musiker
- 30. Mai: Zoran Grujovski, deutscher Musiker, Gitarrist, Keyboarder, Komponist und Produzent

### Juni
- 04. Juni: Julian Marley, jamaikanischer Roots Reggae-Musiker und Sänger
- 04. Juni: Steffen Weber, deutscher Jazz-Musiker
- 07. Juni: Daniel Quaiser, Schweizer Musiker und Sänger
- 11. Juni: Mira Awad, arabisch-israelische Schauspielerin und Sängerin
- 12. Juni: Tomcraft, deutscher DJ († 2024)
- 15. Juni: Chiara Civello, italienische Jazzmusikerin und Singer-Songwriterin
- 16. Juni: Anabel Conde, spanische Sängerin
- 17. Juni: Willi Herren, deutscher Entertainer, Schauspieler und Schlagersänger († 2021)
- 17. Juni: Marco Matias, deutscher Sänger
- 19. Juni: Tauno Aints, estnischer Komponist und Musiker
- 20. Juni: Florian Ast, Schweizer Musiker
- 26. Juni: Alexander Lysjakow, deutscher Musikproduzent, Mixengineer, Texter, Bassist und Gitarrist
- 27. Juni: Michael Dietmayr, deutscher Liedermacher, Musikkabarettist, Sozial- und Kulturpädagoge

### Juli
- 01. Juli: Sufjan Stevens, US-amerikanischer Singer-Songwriter und Musiker
- 02. Juli: Erik Ohlsson, schwedischer Musiker
- 07. Juli: Hauke Wendt, deutscher Dirigent, Musiker und Theaterproduzent
- 07. Juli: Filip Zawada, polnischer Dichter, Musiker und Fotograf
- 08. Juli: Amara, indonesische Sängerin, Schauspielerin und Model
- 08. Juli: Elias Viljanen, finnischer Musiker
- 09. Juli: Shona Fraser, britische Musikjournalistin
- 09. Juli: Jack White, Sänger und Gitarrist (White Stripes)
- 10. Juli: Jean-Michel Tourette, deutscher Musiker, Komponist, Produzent und Keyboarder (Wir sind Helden)
- 13. Juli: Annie Cotton, kanadische Sängerin und Schauspielerin
- 14. Juli: Marc Reason, deutscher DJ und Musikproduzent
- 14. Juli: Katharina Thoma, deutsche Opernregisseurin
- 17. Juli: Barbara Bruckmüller, österreichische Jazzmusikerin (Klavier, Komposition)
- 17. Juli: Darude, finnischer DJ
- 18. Juli: M. I. A., britische Rapperin, Sängerin und Musikproduzentin
- 18. Juli: Jed Whedon, US-amerikanischer Drehbuchautor und Musiker
- 18. Juli: Daron Malakian, US-amerikanischer Sänger und Gitarrist
- 25. Juli: Mortiis, norwegischer Musiker

### August
- 01. August: Håkon Mjåset Johansen, norwegischer Jazzmusiker
- 04. August: Sera Cahoone, US-amerikanische Musikerin und Sängerin
- 08. August: Taryll Jackson, US-amerikanischer Sänger und Musiker
- 11. August: Davey von Bohlen, US-amerikanischer Emo- und Indie-Rock-Musiker und Songwriter
- 17. August: Christiane Weber, deutsche Sängerin, Musikkabarettistin und Texterin († 2012)
- 20. August: Lutz van der Horst, deutscher Comedy-Autor, Komiker, Fernsehmoderator und Musiker
- 21. August: Axel Hilgenstöhler, deutscher Musikproduzent und Gitarrist
- 22. August: Gaël Horellou, französischer Jazzmusiker
- 23. August: Florian Eisner, österreichischer Schauspieler, Regisseur und Musiker
- 23. August: Morgane, belgische Sängerin
- 24. August: Drew Sarich, US-amerikanischer Musicaldarsteller
- 27. August: Luca Sisera, Schweizer Jazzmusiker
- 28. August: Marek Szulen, polnischer Komponist und Musiker
- 29. August: Kyle Cook, US-amerikanischer Musiker
- 31. August: Nate Radley, US-amerikanischer Jazzmusiker und Komponist

### September
- 01. September: Omar Rodriguez Lopez, US-amerikanischer Gitarrist, Komponist und Musikproduzent
- 02. September: Jill Janus, US-amerikanische Heavy-Metal-Musikerin, DJ und Playmate († 2018)
- 04. September: Mark Ronson, britischer Musikproduzent und DJ
- 07. September: Jelena Kiper, russische Musikproduzentin
- 08. September: Tomer Yosef, israelischer Sänger, Schauspieler und Regisseur
- 10. September: Fabien Gabel, französischer Dirigent und Trompeter
- 11. September: Toby Fuhrmann, deutscher Musiker und Autor
- 11. September: Elephant Man, jamaikanischer Dancehall-Musiker
- 11. September: Jolie Holland, US-amerikanische Musikerin
- 11. September: Neelix, deutscher Musikproduzent, Liveact und DJ
- 12. September: Jake Mandell, US-amerikanischer Musiker
- 13. September: Ian Carey, US-amerikanischer House-DJ und Musikproduzent († 2021)
- 13. September: Nico Gori, italienischer Jazzmusiker
- 17. September: Stefan Jänke, deutscher Komponist, Kirchenmusiker und Chorleiter
- 18. September: Orenda Fink, US-amerikanische Musikerin
- 18. September: Ngatukondje Nganjone, namibischer Musiker
- 25. September: Manu Codjia, französischer Jazz- und Fusionmusiker
- 25. September: Zeynab Habib, ivorisch-beninische Weltmusiksängerin
- 25. September: Lunatic Soul, polnischer Musiker und Komponist (Progressive Rock und Art Rock)
- 26. September: Emma Härdelin, schwedische Folkmusikerin
- 27. September: Thanos Petrelis, griechischer Sänger
- 00. September: Dario Salvi, in Schottland lebender italienischer Dirigent und Musikwissenschaftler

### Oktober
- 02. Oktober: André Feldhaus, deutscher Filmmusikkomponist und Songwriter
- 05. Oktober: Kate Winslet, britische Schauspielerin und Sängerin
- 06. Oktober: Michael Goehre, deutscher Autor, Musiker und Poetry-Slammer
- 07. Oktober: Tim Minchin, australisch-britischer Komiker, Schauspieler und Musiker
- 09. Oktober: Alain Altinoglu, französischer Dirigent armenischer Abstammung
- 09. Oktober: Sean Lennon, US-amerikanischer Musiker
- 10. Oktober: Lenn Kudrjawizki, deutscher Schauspieler und Musiker
- 11. Oktober: Herbert Pixner, italienischer Musiker und Komponist
- 11. Oktober: DJ Tomekk, polnischer Musikproduzent
- 12. Oktober: Jorane, kanadische Musikerin
- 15. Oktober: Mette Juul, dänische Jazzmusikerin (Gesang, Gitarre, Songwriting)
- 17. Oktober: Despina Olympiou, zyprische Sängerin
- 18. Oktober: Pola Roy, deutscher Musiker und Schlagzeuger (Wir sind Helden)
- 20. Oktober: Frédéric Chiffoleau, französischer Jazzmusiker
- 20. Oktober: Jenny Wilson, schwedische Popmusikerin
- 23. Oktober: Jodi Proznick, kanadische Jazzmusikerin (Bass, Komposition)
- 27. Oktober: Igor Lumpert, slowenischer Jazzmusiker
- 31. Oktober: Smokie Norful, US-amerikanischer Gospelmusiker

### November
- 01. November: Bo Bice, US-amerikanischer Rockmusiker
- 01. November: Katsuhiko Maeda, japanischer Komponist und Musiker
- 02. November: Luc Arbogast, französischer Musiker
- 07. November: İmamyar Həsənov, US-amerikanisch-aserbaidschanischer Kamantschespieler
- 10. November: Christian Morgenstern, deutscher DJ und Musikproduzent († 2003)
- 10. November: Jimmy Reiter, deutscher Bluesmusiker
- 11. November: Marcin Wasilewski, polnischer Jazzmusiker
- 15. November: J. C. Brandy, britische Schauspielerin und Musikerin
- 17. November: Martin O., Schweizer Stimmartist, Beatboxer und Musiker
- 19. November: Stephen Riley, US-amerikanischer Jazzmusiker
- 19. November: Ulli Wigger, österreichische Komponistin, Pianistin, Sängerin, Musikproduzentin, Texterin und Arrangeurin
- 20. November: Dierks Bentley, US-amerikanischer Country-Musiker
- 21. November: Erlend Øye, norwegischer Musiker
- 25. November: Daniel Nösig, österreichischer Jazztrompeter, Komponist, Arrangeur und Musikpädagoge
- 26. November: DJ Khaled, US-amerikanischer DJ, Backup-Rapper und Musikproduzent
- 26. November: Arne Jansen, deutscher Jazzmusiker
- 26. November: Stefan Mross, deutscher Trompeter, Sänger und Fernsehmoderator
- 27. November: Paweł Marcin Strzelecki, polnischer Komponist, Musikwissenschaftler und Musiktheoretiker
- 28. November: Steve Stix, deutscher DJ und Produzent
- 29. November: Adriana Antoni, rumänische Sängerin
- 30. November: Kendy John Kretzschmar, deutscher Liedermacher, Musiker, Autor
- 30. November: Mindy McCready, US-amerikanische Country-Musikerin († 2013)
- 30. November: Davide Petrocca, deutsch-italienischer Jazz- und Fusionmusiker (Bass, Gitarre, Komposition)
- 30. November: Linda Wagenmakers, niederländische Schauspielerin und Sängerin

### Dezember
- 03. Dezember: Misstress Barbara, italienische DJ und Musikproduzentin
- 05. Dezember: Sofi Marinowa, bulgarische Popfolk-Sängerin
- 06. Dezember: Claudio de Bartolo, Schweizer Musiker, Sänger und Musiklehrer
- 14. Dezember: Justin Furstenfeld, US-amerikanischer Rockmusiker
- 15. Dezember: Ralf Cerne, deutscher Musiker
- 17. Dezember: Milla Jovovich, US-amerikanische Schauspielerin, Musikerin und Fotomodell
- 23. Dezember: Peter Gilbert, US-amerikanischer Komponist und Musikpädagoge
- 23. Dezember: Christophe Panzani, französischer Jazzmusiker
- 25. Dezember: Jens Friebe, deutscher Musiker und Musikjournalist
- 26. Dezember: Sascha Braemer, deutscher Tech-House-DJ und Musikproduzent
- 27. Dezember: Solomun, bosnischer DJ und Musikproduzent
- 28. Dezember: DJ Polique, deutscher DJ und Hip-Hop-Musiker
- 31. Dezember: Karl Jannuska, kanadischer Jazzmusiker

### Genaues Geburtsdatum unbekannt
- Pearl Aday, US-amerikanische Musikerin und Sängerin
- Rafael Alcántara, deutscher Saxophonist, Sänger und Komponist peruanischer Abstammung
- Florian Arbenz, Schweizer Jazzmusiker
- Michael Arbenz, Schweizer Musiker
- Dirk Bernemann, deutscher Autor und Musiker
- Nicole Bianchet, US-amerikanische Künstlerin und Musikerin
- Taylor Ho Bynum, US-amerikanischer Jazz-Musiker
- Youen Cadiou, französischer Jazz- und klassischer Musiker
- Adam Carroll, US-amerikanischer Countrymusiker und Singer-Songwriter
- Reynier Casamayor Griñán, kubanischer Musiker und praktizierender Arzt
- Rami Chahin, syrisch-deutscher Komponist, Theoretiker und Musikwissenschaftler
- Farid Chehade, palästinensischer Musiker und Sänger
- Radmilla Cody, US-amerikanisches Navajo-Model, Sängerin und Aktivistin gegen häusliche Gewalt
- Anat Cohen, israelische Jazzmusikerin
- Chris Corsano, US-amerikanischer Rock, Jazz- und Improvisationsmusiker
- Mariana Dátola, argentinische Sängerin und Musikpädagogin
- Dominic Deville, Schweizer Komiker und Punkmusiker
- Andrew Raffo Dewar, US-amerikanischer Jazz- und Improvisationsmusiker und Hochschullehrer
- Dixon, deutscher House-DJ und -Musiker sowie A&R und Labelbetreiber
- David Downes, irischer Komponist, Pianist, Produzent und Musikdirektor
- Justin Doyle, britischer Dirigent
- Harris Eisenstadt, kanadischer Jazzmusiker und Komponist
- Dragan Espenschied, deutscher Chiptune-Musiker und Medienkünstler
- Bernhard Fleischmann, österreichischer Musiker, Komponist und Produzent
- Meret Forster, deutsche Musikredakteurin
- Lionel Friedli, Schweizer Jazzmusiker
- Vivian Fung, kanadische Komponistin
- Guy Gerber, israelischer DJ und Produzent in der elektronischen Musikszene
- Marco Haas (T.Raumschmiere), deutscher Musiker
- Claas Hanson, deutscher Komponist, Musiker und Musiktherapeut
- Gregor Herzfeld, deutscher Musikwissenschaftler
- Friedemann Hinz, deutscher Punk-Musiker und -sänger
- Tobias Holzmüller, deutscher Jurist, Verbandsfunktionär, Manager und Vorstand der GEMA
- Ihsahn, norwegischer Metal-Musiker
- Julius Jensen, deutscher Theaterregisseur, Autor, Theaterschauspieler und Musiker
- Valerio Jovine, italienischer Reggae-Musiker
- Mazen Kerbaj, libanesischer Improvisationsmusiker, Musikproduzent, Autor und Comiczeichner
- David Kitt, irischer Musiker
- Ingmar Knop, deutscher Jurist, Musiker, Neonazi, Politiker und Aktivist
- Carsten Koch, deutscher Kirchenmusiker und Orchesterleiter
- Cris Koch, deutscher Maler, Musiker und Performancekünstler
- Sacha Korn, deutscher Musiker und Musikmanager
- Frau Kraushaar, deutsche Künstlerin und Musikerin
- Lilo Kunkel, deutsche Organistin und Musikwissenschaftlerin
- Lagomorpha, deutscher Musiker, Komponist und Musikproduzent
- Katrin Lauer, deutsche Sängerin, Musikerin und Songwriterin christlicher Popmusik
- Stephan Lennig, deutscher Hochschullehrer und Kirchenmusiker
- Daniel Ligorio i Ferrandiz, katalanischer klassischer Pianist und Musikpädagoge
- Adam Linson, US-amerikanischer Jazzmusiker
- Kraans de Lutin, deutscher Musikproduzent
- Magda, polnische DJ und Musikproduzentin
- John Marquis, Tonmeister
- Massimo, italienischer Noisemusiker
- Mazgani, iranisch-portugiesischer Rockmusiker
- Marcus Meinhardt, deutscher Tech House-DJ und Musikproduzent
- Lisa Mezzacappa, US-amerikanische Jazz- und Improvisationsmusikerin
- Macio Moretti, polnischer Jazzmusiker
- Joel Mull, schwedischer DJ, Musikproduzent und Remixer
- Wolfgang Müller, deutscher Sänger, Gitarrist und Songschreiber
- PC Nackt, deutscher Musiker, Komponist, Produzent und Performancekünstler
- Dima Orsho, syrisch-amerikanische Komponistin, Sopranistin und Musikerin
- Máté Pálhegyi, ungarischer Konzertflötist, Kammermusiker und Hochschullehrer
- Bérangère Palix, französische Sängerin und Chansonnière († 2021)
- Pantha du Prince, deutscher Techno-Musiker, Komponist und Konzeptkünstler
- Marco Papiro, schweizerisch-italienischer Experimentalmusiker, Produzent elektronischer Musik und Grafiker
- Jaan Patterson, deutscher Musiker, Performance-Künstler, Komponist, Autor und Poet
- René Pawlowitz, deutscher Techno-Musiker und DJ
- J. Ralph, US-amerikanischer Musiker
- J. R. Rotem, südafrikanischer Musikproduzent
- Martin Schmeding, deutscher Kirchenmusiker und Organist
- Paul Schmitz-Moormann, deutscher DJ und Musiker
- Peter Schneider, deutscher Schauspieler und Musiker
- Martin A. Seidl, deutscher Musiktherapeut, Musiker und Komponist
- Shelvis, deutscher Imitator, Musiker und Radiomoderator
- Adrian Sieber, deutscher Komponist und Musiker
- Nick Smart, britischer Jazzmusiker
- Michael Spencer, schottischer Komponist und Musikpädagoge
- Guy Sternberg, israelisch-österreichischer Musikproduzent, Toningenieur und Komponist
- Flo Stoffner, Schweizer Jazzmusiker
- Darren Styles, englischer DJ und Musikproduzent
- Tensnake, deutscher DJ und Musikproduzent
- Neco Tiglioglu, Musikproduzent, Songwriter, Multiinstrumentalist und Grafikdesigner
- Nataliya Tkachenko, ukrainisch-deutsche Pianistin, Klavierpädagogin und Musikwissenschaftlerin
- Christian Torkewitz, deutscher Jazzmusiker
- Marco Tschirpke, deutscher Musik-Kabarettist
- Guillaume Viltard, französischer Jazz- und Improvisationsmusiker
- Cory Weeds, kanadischer Saxophonist und Impresario
- Laurent Wéry, belgischer DJ und Musikproduzent
- Merit Zloch, deutsche Musikerin
- Andre Zogholy, österreichischer Soziologe, Künstler und Musiker

### Geboren um 1975
- Miguel Atwood-Ferguson, US-amerikanischer Musiker (Streichinstrumente) und Arrangeur
- Monica Ellis, US-amerikanische Musikerin (Fagott)
- Noura Mint Seymali, mauretanische Singer-Songwriterin

## Gestorben

### Januar
- 05. Januar: Víctor Piñero, venezolanischer Sänger (* 1923)
- 16. Januar: Frank Hanson, kanadischer Musikpädagoge und Komponist (* 1899)
- 25. Januar: Max Hess, deutscher Hornist (* 1878)
- 26. Januar: Helmut Koch, deutscher Dirigent und Chorleiter (* 1908)
- 30. Januar: Boris Blacher, deutscher Musikwissenschaftler und Komponist (* 1903)
- 30. Januar: František Čech, tschechischer Komponist und Dirigent (* 1907)

### Februar
- 02. Februar: Herman E. Johnson, US-amerikanischer Country-Blues-Musiker (* 1909)
- 03. Februar: Umm Kulthum, ägyptische Sängerin (* 1904)
- 04. Februar: Louis Jordan, US-amerikanischer Saxophonist (* 1908)
- 15. Februar: Eck Robertson, US-amerikanischer Country-Musiker (* 1887)
- 19. Februar: Luigi Dallapiccola, italienischer Komponist (* 1904)
- 23. Februar: Alejandro Tobar, kolumbianischer Komponist und Violinist (* 1907)
- 24. Februar: Marcel Georges Lucien Grandjany, französischer Harfenist, Lehrer, Komponist und Dichter (* 1891)

### März
- 03. März: Jean Kurt Forest, deutscher Komponist und Musiker (* 1909)
- 13. März: Jeannie Robertson, schottische Folk-Sängerin (* 1908)
- 16. März: T-Bone Walker, US-amerikanischer Blues-Musiker (* 1910)
- 19. März: André Gabriello, französischer Schauspieler, Soldat und Chansonnier (* 1896)
- 27. März: Arthur Bliss, englischer Komponist (* 1891)
- 29. März: Lucien Daveluy, kanadischer Organist, Komponist und Musikpädagoge (* 1892)

### April
- 02. April: Fritz Domina, deutscher Pianist, Arrangeur und Filmkomponist (* 1902)
- 04. April: Albert Chamberland, kanadischer Violinist und Komponist (* 1886)
- 12. April: Josephine Baker, US-amerikanische Tänzerin, Sängerin und Schauspielerin (* 1906)
- 19. April: Aksel Schiøtz, dänischer Sänger und Musikpädagoge (* 1906)
- 22. April: Walter Vinson, US-amerikanischer Blues-Musiker (* 1901)
- 23. April: Pete Ham, britischer Rocksänger und -gitarrist (* 1947)

### Mai
- 03. Mai: Sarah Fischer, kanadische Sängerin und Musikpädagogin (* 1896)
- 03. Mai: Richard Gölz, Kirchenmusiker und Theologe (* 1887)
- 08. Mai: Roider Jackl, bayerischer Volkssänger (* 1906)
- 13. Mai: Bob Wills, Country-Musiker, Bandleader und Begründer des Western Swing (* 1905)
- 18. Mai: Leroy Anderson, US-amerikanischer Komponist (* 1908)
- 18. Mai: Christian Lahusen, deutscher Komponist (* 1886)
- 18. Mai: Aníbal Troilo, argentinischer Musiker, Arrangeur, Bandleader und Komponist (* 1914)

### Juni
- 03. Juni: Hermann Busch, deutscher Cellist (* 1897)
- 11. Juni: Floro Ugarte, argentinischer Komponist (* 1884)
- 13. Juni: Jacqueline Nova, kolumbianische Komponistin (* 1935)
- 20. Juni: Daniel Ayala Pérez, mexikanischer Komponist (* 1906)
- 26. Juni: Basil Cameron, englischer Geiger und Dirigent (* 1884)
- 27. Juni: Robert Stolz, österreichischer Komponist und Dirigent (* 1880)
- 28. Juni: Karl Ludwig Gerok, deutscher Organist, Komponist und Autor (* 1906)
- 29. Juni: Tim Buckley, US-amerikanischer Singer/Songwriter (* 1947)

### Juli
- 07. Juli: Vito Frazzi, italienischer Komponist und Musikpädagoge (* 1888)
- 10. Juli: Ernst Fischer, deutscher Komponist (* 1900)
- 19. Juli: Lefty Frizzell, US-amerikanischer Country-Sänger (* 1928)
- 24. Juli: Roland Gagnier, kanadischer Fagottist und Musikpädagoge (* 1905)

### August
- 01. August: Arlen Siu, nicaraguanische Liedermacherin, Essayistin und sandinistische Revolutionärin (* 1955)
- 02. August: Fernando Soucy, kanadischer Sänger und Fiddlespieler (* 1927)
- 06. August: Gérard Favere, belgischer Komponist und Dirigent (* 1903)
- 08. August: Cannonball Adderley, US-amerikanischer Jazz-Saxophonist (* 1928)
- 08. August: Magda Schwelle, österreichische Opernsängerin und Konzertsängerin (Sopran/Koloratursopran) (* 1896)
- 09. August: Dmitri Schostakowitsch, russischer Komponist und Pianist (* 1906)
- 15. August: Dia Luca, österreichische Tänzerin, Ballettmeisterin und Tanzpädagogin (* 1912)
- 17. August: Georges Dandelot, französischer Komponist (* 1895)
- 21. August: Sam McGee, US-amerikanischer Gitarrist und Banjo-Spieler (* 1894)
- 27. August: Efraín Orozco, kolumbianischer Komponist, Dirigent und Instrumentalist (* 1897)

### September
- 06. September: Karl Ertl, österreichischer Militär-Kapellmeister und Komponist (* 1909)
- 15. September: Leon Abbey, US-amerikanischer Jazzviolinist und Bandleader (* 1900)
- 16. September: Françoise Cotron-Henry, französische Pianistin und Komponistin (* 1936)

### Oktober
- 01. Oktober: Nelly van Doesburg, niederländische Pianistin und bildende Künstlerin (* 1899)
- 04. Oktober: Salvador Sturla, dominikanischer Komponist und Musiker (* 1891)
- 08. Oktober: Josef Traxel, deutscher Tenor (* 1916)
- 12. Oktober: Philipp Wüst, deutscher Dirigent und Komponist (* 1894)
- 23. Oktober: Leonora Lafayette, afroamerikanische Sopranistin (* 1926)
- 29. Oktober: Harry Frommermann, deutscher Musiker (* 1906)

### November
- 05. November: Komiljon Otaniyozov, sowjetischer Sänger, Musiker, Schauspieler und Komponist (* 1917)
- 08. November: Hilda Kocher-Klein, deutsche Pianistin und Komponistin (* 1894)

### Dezember
- 02. Dezember: Hans Johner, Schweizer Schachspieler und Musiker (* 1889)
- 15. Dezember: Muchtar Aschrafi, usbekisch-sowjetischer Komponist (* 1912)
- 17. Dezember: Noble Sissle, afro-amerikanischer Sänger und Liedtext-Lyriker (* 1889)
- 17. Dezember: Hound Dog Taylor, US-amerikanischer Sänger, Pianist und Gitarrist (* 1915)
- 24. Dezember: Bernard Herrmann, US-amerikanischer Komponist (* 1911)
- 27. Dezember: Friedrich Wührer, deutsch-österreichischer Pianist (* 1900)
- 30. Dezember: Julio Cueva, kubanischer Trompeter und Komponist (* 1897)

### Genaues Todesdatum unbekannt
- Phyllida Ashley, US-amerikanische Pianistin (* 1894)
- Jaap Callenbach, niederländischer Pianist und Musikpädagoge (* 1904)
- Riccardo Malipiero, italienischer Cellist und Musikpädagoge (* 1886)
- Stanisław Niedzielski, polnischer Pianist und Komponist (* 1905)